# Kitum-Höhle
Die Kitum-Höhle befindet sich im Mount-Elgon-Nationalpark in Kenia. Sie ist eine von fünf sogenannten „Elefantenhöhlen“ des Mount Elgon, in denen Tiere, darunter auch Elefanten, das Gestein wegen seiner natriumreichen Salze „abbauen“. In den 1980er Jahren infizierten sich dort zwei europäische Besucher mit dem Marburg-Virus.

## Beschreibung
Die Kitum-Höhle ist eine Karsthöhle, die sich in pyroklastischem (vulkanischem) Gestein gebildet hat (und nicht, wie von manchen vermutet, eine Lavaröhre). Sie erstreckt sich etwa 200 Meter in die Seite des Mount Elgon nahe der kenianischen Grenze zu Uganda. Die Wände sind reich an Salz. Tiere wie Elefanten sind auf der Suche nach Salz seit Jahrhunderten tief in die Höhle eingedrungen. Die Elefanten brechen mit ihren Stoßzähnen Stücke von der Höhlenwand ab, die sie dann zerkauen und verschlucken, so dass die Wände zerkratzt und zerfurcht sind; wahrscheinlich haben sie die Höhle im Laufe der Zeit vergrößert. Andere Tiere wie Buschböcke, Büffel und Hyänen kommen in die Kitum-Höhle, um das von den Elefanten zurückgelassene Salz zu fressen. Tief in der Höhle befindet sich viel Fledermausguano von frucht- und insektenfressenden Fledermäusen. Es gibt auch eine tiefe Spalte, in die junge Elefanten gefallen und gestorben sind.

## Marburg-Virus
In den 1980er Jahren erkrankten zwei Besucher der Höhle am Marburg-Virus. Im Jahr 1980 starb ein Franzose nach einem Besuch der Höhle an der Krankheit, und 1987 erkrankte und starb ein 15-jähriger dänischer Junge, der in Kenia lebte, ebenfalls nach einem Besuch der Höhle. Aus diesen Infektionen wurden zwei verschiedene, aber sehr ähnliche Viren katalogisiert: Das Virus von 1980 ist nach einem Arzt, Shem Musoke, benannt, der die Infektion durch den französischen Patienten überlebte, während das Virus von 1987 nach dem Nachnamen des dänischen Patienten Ravn genannt wird. Auf der Grundlage dieser Fälle wurde vom United States Army Medical Research Institute of Infectious Disease (USAMRIID) eine Expedition organisiert, um die vermutlich in der Höhle lebenden Vektoren zu identifizieren. Trotz der Beprobung einer Vielzahl von Arten (einschließlich Flughunden) wurden keine Marburg-Viren gefunden, und der tierische Vektor blieb ein Rätsel. Diese Ereignisse wurden von Richard Preston in dem Bestseller The Hot Zone (1994) dramatisiert.
Im September 2007 wurden bei ähnlichen Expeditionen in aktiven Minen in Gabun und Uganda solide Beweise für ein Reservoir des Marburg-Virus in höhlenbewohnenden Nilflughunden gefunden. In den ugandischen Minen gab es Kolonien derselben Art Flughunde, die die Kitum-Höhle besiedeln, was darauf hindeutet, dass der lange gesuchte Überträger in der Kitum-Höhle tatsächlich die Fledermäuse und ihr Guano waren. Die Studie wurde durchgeführt, nachdem zwei Minenarbeiter im August 2007 am Marburg-Virus erkrankt waren, ohne von Fledermäusen gebissen worden zu sein, was darauf hindeutet, dass das Virus möglicherweise durch das Einatmen von pulverisiertem Guano übertragen wird.